# تشارلز بروكس سميث
تشارلز بروكس سميث (بالإنجليزية: Charles Brooks Smith)‏ هو سياسي أمريكي، ولد في 24 فبراير 1844، وتوفي في 7 ديسمبر 1899 في الولايات المتحدة. حزبياً، نشط في الحزب الجمهوري. انتخب عضو مجلس النواب الأمريكي.